# Оляновська Людмила Олександрівна
Людмила Олександрівна Оляновська (нар. 20 лютого 1993) — українська легкоатлетка, яка спеціалізується в спортивній ходьбі.
На національних змаганнях представляє Київську область.
Тренується під керівництвом Анатолія Соломіна.
Закінчила Національний університет фізичного виховання і спорту України (2016).
Молодша сестра Олександра (нар.1994) також займається спортивною ходьбою.

## Спортивні досягнення
Бронзова призерка чемпіонату світу у ходьбі на 20 км (2015).
Срібна (2014) та бронзова (2024) призерка чемпіонатів Європи у ходьбі на 20 км.
Переможниця на 20-кілометровій дистанції ходьби на командному чемпіонаті Європи з ходьби в особистому заліку (2025). Срібна (2021, 2023) та бронзова (2025) призерка командних чемпіонатів Європи з ходьби у командному заліку на дистанції 20 км.
Бронзова призерка Кубка світу з ходьби серед юніорів у командній першості на дистанції 10 км (2012).
Чемпіонка (2013) та срібна призерка чемпіонату (2015) Європи серед молоді у ходьбі на 20 км.
Багаторазова чемпіонка та призерка чемпіонатів України у ходьбі на 20 км.
Багаторазова рекордсменка України.
У 2025 році здобула перемогу на міжнародному турнірі зі спортивної ходьби «Dudinska 50» (Словаччина), фінішувавши першою на дистанції 20 км з результатом 1:28:28..

## Допінг
Починаючи з 30 листопада 2015, відбувала чотирирічну дискваліфікацію за порушення антидопінгових правил.
Відзначила повернення до виступів перемогою у грудні 2019 на Всеукраїнських змаганнях зі спортивної ходьби у приміщенні на честь дворазового Олімпійського чемпіона Володимира Голубничого.